# كايل جان
كايل جان (بالإنجليزية: Kyle Gann)‏ هو عالم موسيقى وملحن وصحفي أمريكي، ولد في 21 نوفمبر 1955 في دالاس في الولايات المتحدة.

## وصلات خارجية
- الموقع الرسمي
- كايل جان على موقع ميوزك برينز (الإنجليزية)
- كايل جان على موقع ديسكوغز (الإنجليزية)